# Pedi
Pedi (znani i kao Bapedi, Bamaroteng, Marota, Basotho) prije zvani Sjeverni Soto narod (Northern Sotho) je naziv za jedan od Bantu naroda od 3 200 000 stanovnika. 
Pediji žive po južnoafričkim provincijama; Limpopo, Gauteng i Mpumalanga i govore Sjevernim Sotho ili Pedi jezikom.